# Sébastien Bonnet
Pour les articles homonymes, voir Bonnet.
Pas d'image ? Cliquez ici

a Compétitions nationales et continentales officielles uniquement.

b Matchs officiels uniquement.
Sébastien Bonnet, né le 2 novembre 1974 à Ussel, est un joueur français de rugby à XV de 1,70 m pour 69 kg. Son poste de prédilection était demi de mêlée.

## Biographie
Sébastien Bonnet a été international junior et universitaire.
Après la fin de sa carrière, Sébastien Bonnet devient entraîneur dans son ancien club de Brive, encadrant les Espoirs et des demis de mêlée de l'équipe première à partir de 2012. En 2014, il rejoint Limoges pour trois saisons. Il retourne à Brive en 2017 comme "analyste de la performance", avant de devenir entraîneur de la défense à la suite de la démission de Philippe Carbonneau.

## Carrière

### Clubs successifs

#### Entraîneur
- 2007-2014 : Équipe Espoirs du CA Brive.
- 2014-2017 : USA Limoges
- 28 septembre 2017-2018 : CA Brive (entraîneur de la défense)

| Saison      | Club     | Division | Poste   | Classement | Coupe d'Europe | Challenge Européen         |
| ----------- | -------- | -------- | ------- | ---------- | -------------- | -------------------------- |
| 2017 - 2018 | CA Brive | Top 14   | Défense | 14e        | -              | Éliminé en quart-de-finale |

### Palmarès

#### Avec le CA Brive
- Coupe d'Europe :
  - Vainqueur (1) : 1997
  - Finaliste (1) : 1998
- Championnat de France de première division :
  - Vice-champion (1) : 1996
- Challenge Yves-du-Manoir :
  - Vainqueur (1) : 1996

#### Avec le Biarritz olympique
- Championnat de France de première division :
  - Champion (1) : 2002